# Affaire des allocations familiales
L'affaire des allocations familiales (en néerlandais : toeslagenaffaire) est un scandale politique qui secoue les Pays-Bas depuis 2017, relatif à des allocations familiales récupérées à tort par l'État, les familles accusées à tort de fraude à l'aide sociale étant principalement d'origine immigrée. Le scandale conduit en janvier 2021 à la démission collective du gouvernement des Pays-Bas, le cabinet Rutte III, qui assure l'intérim jusqu'après les élections législatives de 2021.

## Les faits
À la suite de reportages critiques de médias sur des fraudes aux prestations sociales commises par des familles bulgares, surnommées « fraudes bulgares », les autorités fiscales ont voulu intensifier la lutte contre les abus aux prestations sociales, à l'initiative du gouvernement de coalition de Mark Rutte, le cabinet Rutte II. En conséquence, à partir de 2013 environ, des parents ont été invités à rembourser des dizaines de milliers d'euros d'allocations familiales, même si les allégations de fraude ont été controversées dès le départ. 
Un système de comptabilité fondé sur intelligence artificielle est introduit en 2013, conçu pour détecter la fraude et établir une évaluation des risques de fraude de la famille, basée sur des données historiques. En 2019, environ 20 000 parents ont été faussement présentés comme des fraudeurs et plongés dans de grandes difficultés financières, puisque les aides à rembourser s'élevaient souvent à des dizaines de milliers d'euros. Les résultats présentaient des soupçons potentiellement discriminatoires pour les personnes sans nationalité néerlandaise, les binationaux et les personnes à faibles revenus.
Dès février 2016, l'ombudsman national Reinier van Zutphen est averti par l'avocate Eva González Pérez que des allocations familiales sont injustement retirées à des parents,. 
En 2019, le secrétaire d'État aux Finances Menno Snel (du parti D66) a dû démissionner en raison des actions illégales des autorités fiscales. Des accusations sont également dirigées contre l'ancien ministre de l'Emploi et des Affaires sociales, Lodewijk Asscher (PvdA), ainsi que contre le ministre des Finances de l'époque, Wopke Hoekstra, qui était également tête de liste du CDA aux élections législatives de 2021, ainsi que contre le secrétaire d'État aux Finances de l'époque et futur ministre des Affaires économiques, Eric Wiebes, du VVD, un parti libéral-démocrate de droite, pilier des cabinets Rutte.
Fin 2020, une commission d’enquête parlementaire dirigée par le député chrétien-démocrate Chris van Dam a accusé le gouvernement de violer les principes fondamentaux de l'État de droit . Le gouvernement a ensuite promis à chaque victime 30 000 euros d’indemnisation. Le 15 janvier 2021, Mark Rutte a annoncé la démission de l'ensemble de son cabinet, qui resterait toutefois en fonction, les ministres étant intérimaires jusqu'à ce qu'un nouveau gouvernement soit formé après les élections parlementaires de mars 2021.
Déjà en juin 2020, l'autorité néerlandaise de protection des données personnelles (Autoriteit Persoonsgegevens ), chargée du règlement général sur la protection des données, avait qualifié la procédure d'« illégale, discriminatoire et donc inappropriée » dans son enquête sur l'affaire. Le communiqué de presse poursuit : « la nationalité et la double nationalité des requérants ont été […] prises en compte de manière négative, permanente et structurelle, sans nécessité. » L'administration fiscale néerlandaise devra payer une amende de 2,75 millions d'euros dans l'affaire des allocations.  

## Enfants victimes
Les enfants ont subi la pauvreté infligée à leurs parents devant rembourser les allocations perçues pendant des années, mais aussi le dommage collatéral d'être retirés à leurs parents endettés et placés dans des institutions par le Service de Protection de l'enfance (Jeugdzorg Nederland ). Entre 2015 et 2020, 1 115 enfants ont été retirés à leurs parents injustement étiquetés comme fraudeurs .

## Réactions
Dès décembre 2020, l'ombudsman national Reinier van Zutphen constate que des gens qui n'ont absolument rien fait de mal, ont été durement frappés par l'État, et il est très grave que cela se produise aux Pays-Bas.Orlando Kadir, avocat représentant 600 victimes - et lui-même victime -, estime que les parents concernés ont été sélectionnés par l'Administration fiscale en raison, entre autres, de noms à consonance exotique et de la double nationalité, c'est pourquoi il parle de racisme institutionnel en cette affaire .
Dans ce contexte, la presse étrangère a particulièrement critiqué le manque de transparence et les dissimulations dans le processus politique ainsi que le manque de critiques des médias néerlandais sur l'approche trop rigoureuse du gouvernement.

## Impunité
Indemniser les victimes est une bonne chose, mais les milliers de victimes d'injustices commises par l'État découvrent que le Ministère public n'envisage pas de poursuites pénales : les fonctionnaires auraient simplement mis en oeuvre la politique du gouvernement. Personne ne serait puni pour les abus commis.  
L'avocat pénaliste Vasco Groeneveld a néanmoins déposé plainte contre trois ministres en poste et deux anciens ministres, dont Lodewijk Asscher .
L’administration et la justice sont désormais totalement débordées par l’ampleur de l’affaire. En janvier 2025, les tribunaux sont saisis de 9 300 recours et quelque 500 nouveaux dossiers sont ouverts chaque mois. Les familles lésées seraient officiellement au nombre de 68 000 .
En janvier 2025, Sandra Palmen, devenue Secrétaire d'État chargée des réparations, se donne deux ans pour résoudre le problème, qu'elle estime le plus grand scandale de l'histoire du pays .

## Affaire similaire de dénonciation par un logiciel de comptabilité
Dans le scandale de la Poste britannique devenu public en 2024 , le logiciel de comptabilité Horizon, de la société technologique japonaise Fujitsu, a indiqué faussement que des gérants ou gérantes de sous-bureaux de poste (en anglais : sub-postmasters, sub-postmistresses) avaient commis des détournements d'argent . Plus de 900 agents ont été condamnés (plus de 200 incarcérés), ont dû rembourser les dettes et sommes prétendument détournées, notamment par vente ou saisie de tous leurs biens.